# Istvánmező
Istvánmező ([ˈiʃtvaːmɛzøː]) est un quartier de Budapest, situé en grande partie dans le 14e arrondissement, mais débordant dans les 7e et 8e arrondissements. Sa partie sud-est est dominée par des installations sportives.
En 2001, le quartier était peuplé de 11 794 habitants.